# 戰鬥破壞學園DANGEROUS
《戰鬥破壞學園DANGEROUS》（日语：戦闘破壊学園ダンゲロス）是日本作家架神恭介的輕小說作品。橫田卓馬繪畫的漫画版於2011年12月開始在《月刊Young Magazine》連載。

## 故事簡介
在日常生活中，突然出現能夠使用特殊能力的體質。被世人稱之為「魔人」。魔人在生活中飽受被排擠的處境。
私立希望崎學園，通稱「戰鬥破壞學園」，收留了許多「魔人」的學生，在和平的校園生活中。大戰卻一觸即發。
校園內的兩大學生組織「學生會」vs「番長組」，即將以「殲滅對方」為前提，展開一場能力大戰。

## 組織團體
學生會
管制校內秩序的單位。以學生會長斗正義為中心。
番長組
成員多為不良少年打扮的特色。以番長邪賢王為中心。第二號人物為白金。
轉學生
轉學生具有一般魔人所沒有的特殊體質。具有「無限」的攻擊力與防禦力。能夠造成轉學死亡的條件。只有少數幾種特殊情況：「咒殺」、「病死」、「餓死」……等其他數種。
魔人小隊
政府組織單位。

## 登場角色

### 主要角色
兩性院男女
能力名「叮叮咪咪」
真名為「兩性院乙女」，原本是女性，小時候以能力變為男性，在決戰中回復原本性別。

### 學生會
斗正義
能力名「超高潔速攻審判」
米吉諾
友釣香魚
能力名「災玉」
艾斯
能力名「魚叉尖」
一刀兩斷
能力名「先手必勝」
能力名「分先」

### 番長組
邪賢王
能力名「無仁義之戰」
白金
能力名「密技: 鏡面殺」
口舌院言葉
能力名「欺騙的美學」
鳳蝶
能力名「童話﹒憂鬱症」
能力名「IZK」
鏡子學姊
能力名「黏滑滑的Bitch」
夜夢
能力名

### 轉學生
雪見
能力名「有無」
黑鈴
能力名「XYZ」
穆
能力名「特別星期四」